# ماریا پتروا (ژیمناست ریتمیک)
ماریا پتروا (ژیمناست ریتمیک) (به انگلیسی: Maria Petrova (rhythmic gymnast)) ژیمناست زادهٔ ۱۳ نوامبر ۱۹۷۵ میلادی اهل کشور بلغارستان است.